# تشارلز ستيوارت مكولي
تشارلز ستيوارت مكولي (بالإنجليزية: Charles Stewart McCauley)‏ هو ضابط أمريكي، ولد في 3 فبراير 1793 في فيلادلفيا في الولايات المتحدة، وتوفي في 21 مايو 1869 في واشنطن العاصمة في الولايات المتحدة.